# Terry Sheehan
Terry Sheehan, né en 1970, est un homme politique canadien. Il représente la circonscription de Sault Ste. Marie à la Chambre des communes du Canada depuis 2015 sous la bannière du Parti libéral du Canada.